# Dema jezik
Dema jezik (ISO 639-3: dmx), nigersko-kongoanski jezik iz centralne bantu skupine u zoni S. Govori ga oko 5 000 ljudi (2000 J. & M. Bister) iz plemena Dema s donjeg toka Zambezija, u blizini brane Cahora Bassa u sjevernom Mozambiku, provincija Tete, koja se nalazi na njihovom plemenskom području.
Jezik dema pripada podskupini Shona (S.10), koju čini zajedno s jezikom Shona [sna] 
Jezično se asimiliraju u Nyungwe.

## Vanjske poveznice
- Ethnologue (15th)
- Ethnologue (16th)